# マジェイケイ
マジェイケイ（ 発音、リトアニア語: Mažeikiai、サモギティア語: Mažeikē）は、リトアニア北西部の都市。テルシェイ郡の最大都市でもある（ただし中心都市はテルシェイ）。ヴェンタ川沿いに位置している。人口は約4万人で、リトアニアで8番目の規模である。

## 歴史

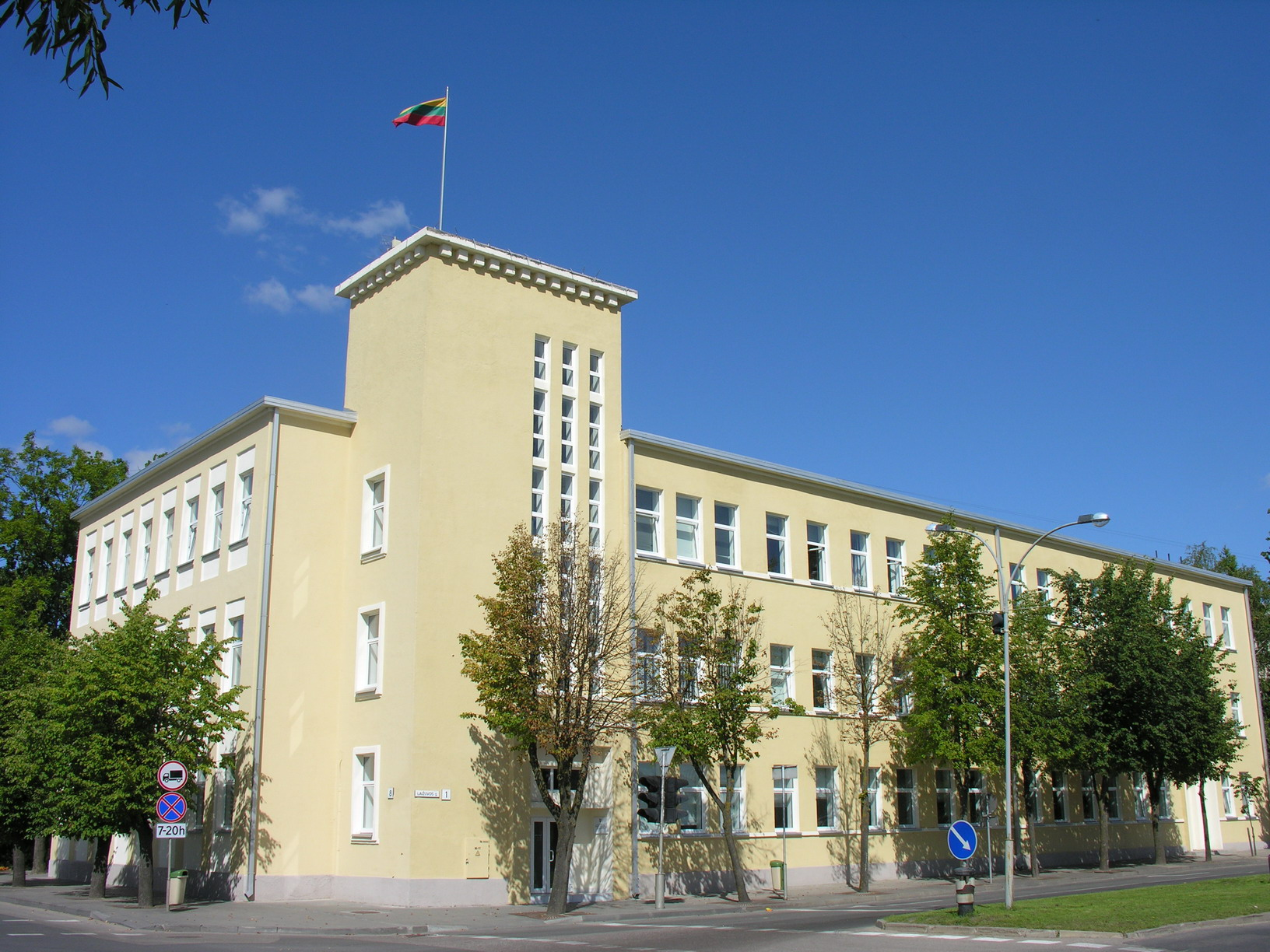
マジェイケイ地区自治体の建物

1335年に書かれたリヴォニア騎士団の年代記でマジェイケイという名が初めて言及されている。
1869年にヴィリニュスからリエパーヤまでの鉄道が敷設されると、街は成長し始める。1893年の時点で街には13の店と5つの居酒屋があった。1894年、正教会の教会が建てられ、1902年、カトリックの教会も建てられた。その後1906年にはルター派の教会も建てられている。

## 経済
1980年、石油精製工場「マジェイケイ・ナフタ」 ("Mažeikių Nafta") ができる。これは、現在でもリトアニアで最大の工場の一つである。アメリカのエネルギー会社、ウィリアムス  ("Williams") への民営化をめぐってはリトアニア政府内でのスキャンダルや騒動を巻き起こした。ウィリアムス・インターナショナルは財政難に陥り、マジェイケイ・ナフタをロシアの石油会社、ユコス (Yukos) に売却、その後2006年にはユコスも破産、リトアニア政府はポーランドのPKNオーレン (PKN Orlen) とマジェイケイ・ナフタを売却することで合意した。また、ユコス・インターナショナルもPKNオーレンへの売却に合意した。2006年12月15日、マジェイケイ・ナフタは売却され、1,492,000,000ドルがOKNオルレンからユコスに、851,828,900.31ドルがリトアニア政府にそれぞれ支払われた。

## 姉妹都市
- サルドゥス（ ラトビア）
- ナヴァポラツク（ ベラルーシ）
- パイデ（ エストニア）
- ハヴィロフ（ チェコ）
- プウォツク（ ポーランド）
- マリボ（ デンマーク）